# Jan Dąb-Kocioł

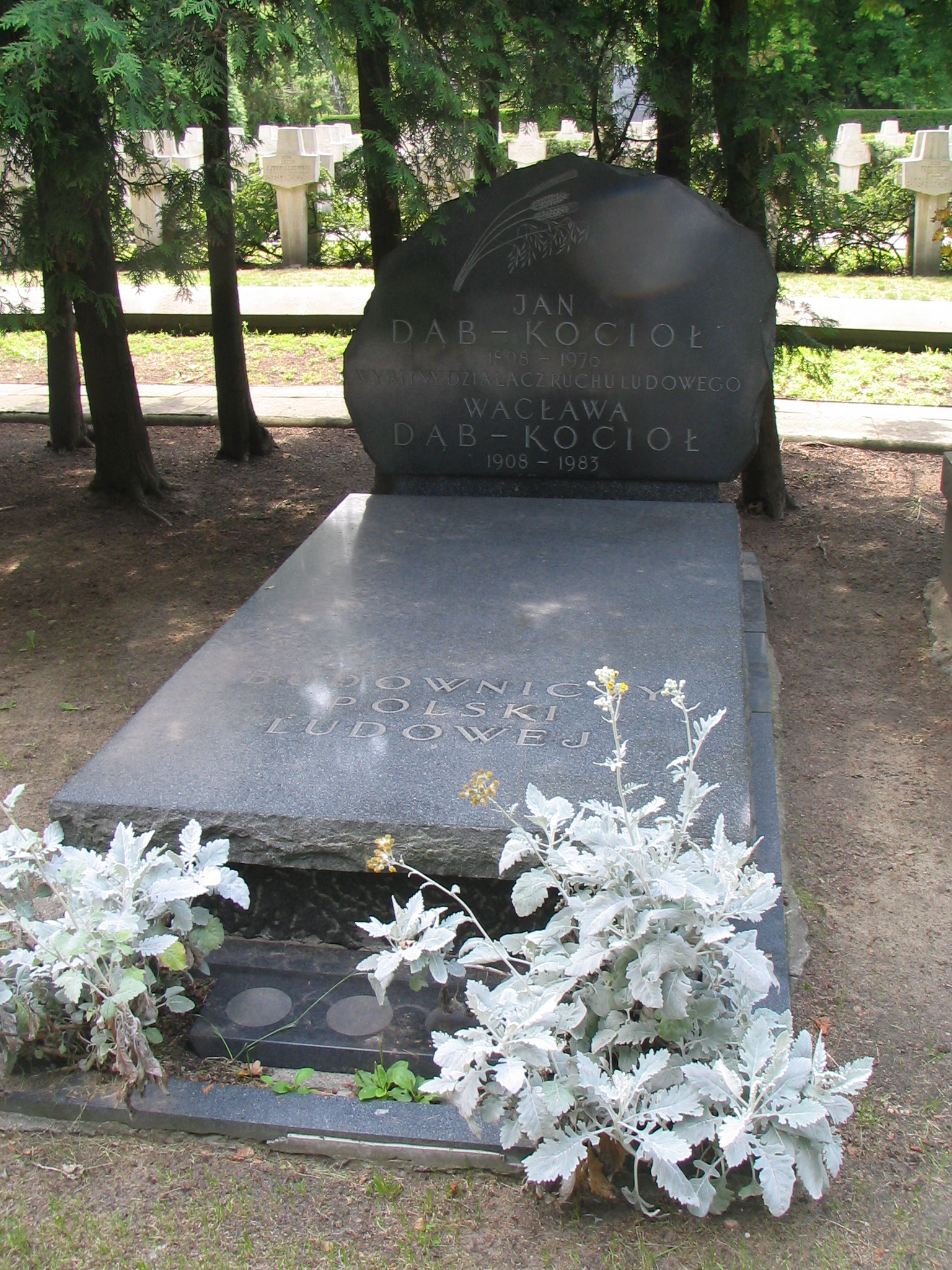
Grób Jana Dąba-Kocioła i jego żony Wacławy na Cmentarzu Wojskowym na Powązkach w Warszawie, 22 lipca 2008

Jan Dąb-Kocioł (ur. 30 marca 1898 w Biskupicach Radłowskich, zm. 17 stycznia 1976 w Warszawie) – polski ekonomista i polityk. Minister rolnictwa i reform rolnych oraz minister rolnictwa (1947–1957), minister leśnictwa (1954–1956) oraz minister leśnictwa i przemysłu drzewnego (1956–1961). Poseł do Krajowej Rady Narodowej, na Sejm Ustawodawczy oraz Sejm PRL I, II, III i IV kadencji, w latach 1961–1965 członek Rady Państwa. Budowniczy Polski Ludowej.

## Życiorys
Urodził się w rodzinie Tomasza i Katarzyny. Uczęszczał do szkoły powszechnej w Biskupicach Radłowskich, później w Radłowie. W latach 1911–1914 ukończył trzy klasy w gimnazjum klasycznym w Tarnowie. Naukę przerwał wybuch I wojny światowej. W listopadzie 1918 ukończył w Krakowie i Tarnowie sześć klas gimnazjalnych. Egzamin dojrzałości zdał w 1922 na wojskowych kursach maturalnych w gimnazjum im. Stefana Batorego we Lwowie. Studiował w Szkole Głównej Handlowej w Warszawie, gdzie w 1926 uzyskał absolutorium. Egzamin końcowy poprzedzony przedstawieniem pracy dyplomowej, złożył w latach późniejszych, w okresie pracy zawodowej na Wołyniu. Awansował na porucznika ze starszeństwem z dniem 1 maja 1922 w korpusie oficerów rezerwy piechoty. W 1934 pozostawał w ewidencji Powiatowej Komendy Uzupełnień Sarny i posiadał przydział mobilizacyjny do 44 Pułku Piechoty w Równem. Na stopień kapitana został mianowany ze starszeństwem z 19 marca 1939 i 225. lokatą w korpusie oficerów rezerwy piechoty.
Był członkiem partii ludowych od okresu międzywojennego (należał do Stronnictwa Ludowego), a także wieloletnim działaczem spółdzielczym. W wojnie obronnej w 1939 dowodził kompanią przeciwlotniczą karabinów maszynowych typu B nr 15 (mobilizowaną przez 15 pp w Dęblinie) w obronie przeciwlotniczej Dęblina, później był uczestnikiem Batalionów Chłopskich. W latach 1944–1945 był przewodniczącym konspiracyjnej Wojewódzkiej Rady Narodowej w Łodzi, nadal pełnił tę funkcję po wyzwoleniu miasta. W latach 1945–1947 wojewoda łódzki. Następnie, przez kilkanaście lat, pełnił różne funkcje ministerialne. W latach 1947–1951 był ministrem rolnictwa i reform rolnych, w okresie 1951–1954 ministrem rolnictwa, w latach 1954–1956 ministrem leśnictwa, a w okresie 1956–1961 ministrem leśnictwa i przemysłu drzewnego. 21 listopada 1949 został powołany do pierwszej Rady Nadzorczej Spółdzielni „Ludowa Spółdzielnia Wydawnicza”.
W latach 1961–1965 był członkiem Rady Państwa. Pełnił mandat poselski do Krajowej Rady Narodowej, na Sejm Ustawodawczy oraz Sejm PRL I, II, III i IV kadencji. Był także przewodniczącym Komisji Organizacyjno-Samorządowej w KRN w latach 1945–1947.
Był członkiem władz partyjnych: Zarządu Głównego Stronnictwa Ludowego „Wola Ludu” (1944–1945), Rady Naczelnej Stronnictwa Ludowego (1945–1949), Naczelnego Komitetu Wykonawczego SL (1945–1949), NKW Zjednoczonego Stronnictwa Ludowego (1949–1964) i prezydium NKW ZSL (1950–1962). 
Żonaty z Wacławą Dąb-Kocioł (1908–1983). 
Pochowany 22 stycznia 1976 w Alei Zasłużonych cmentarza Wojskowego na Powązkach w Warszawie (kwatera 4C-tuje-7). W imieniu władz w pogrzebie uczestniczył m.in. zastępca członka Biura Politycznego KC PZPR, minister rolnictwa Kazimierz Barcikowski oraz zastępca przewodniczącego Rady Państwa PRL Józef Ozga-Michalski, który wygłosił przemówienie.

## Ordery i odznaczenia
- Order Budowniczych Polski Ludowej (1974)[8]
- Order Sztandaru Pracy I klasy (1964)[9]
- Krzyż Komandorski z Gwiazdą Orderu Odrodzenia Polski
- Krzyż Komandorski Orderu Odrodzenia Polski (19 lipca 1946)[10]
- Order Krzyża Grunwaldu III klasy[11]
- Złoty Krzyż Zasługi (dwukrotnie: 15 lutego 1946[12], 31 października 1946[13])
- Krzyż Partyzancki
- Brązowy Medal „Za zasługi dla obronności kraju” (1967)[14]
- Krzyż Wielki Orderu Zasługi Republiki Węgierskiej (1948)[15]